# كوليكورو
كوليكورو (بالإنجليزية: Koulikoro)‏ هي مستوطنة تقع في مالي في منطقة كوليكورو. يقدر عدد سكانها بـ 43,174 نسمة .

## المدن التوأمة
مدن Bous و Quetigny هي مدن توأمة لـكوليكورو.

## معرض صور

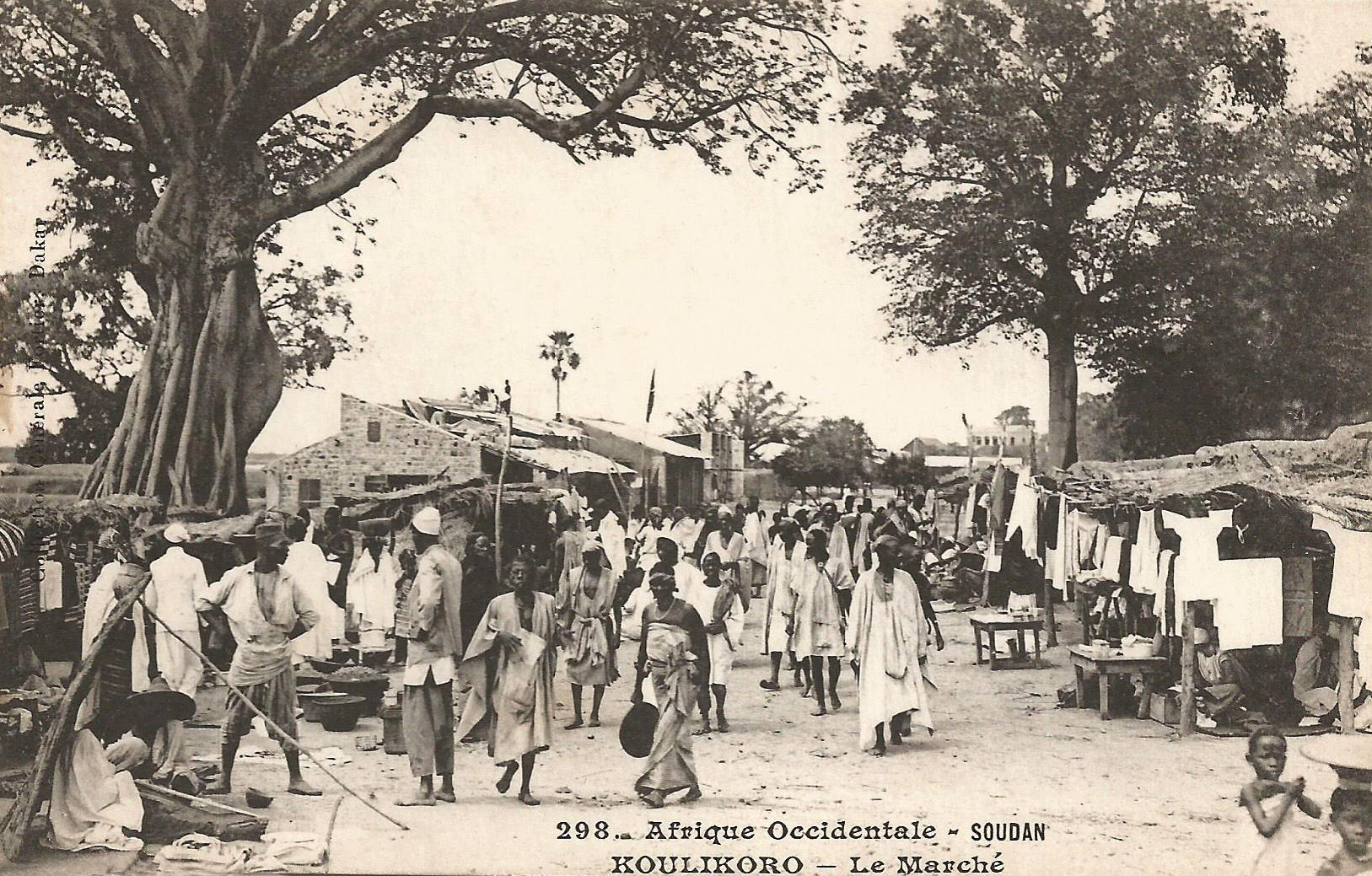
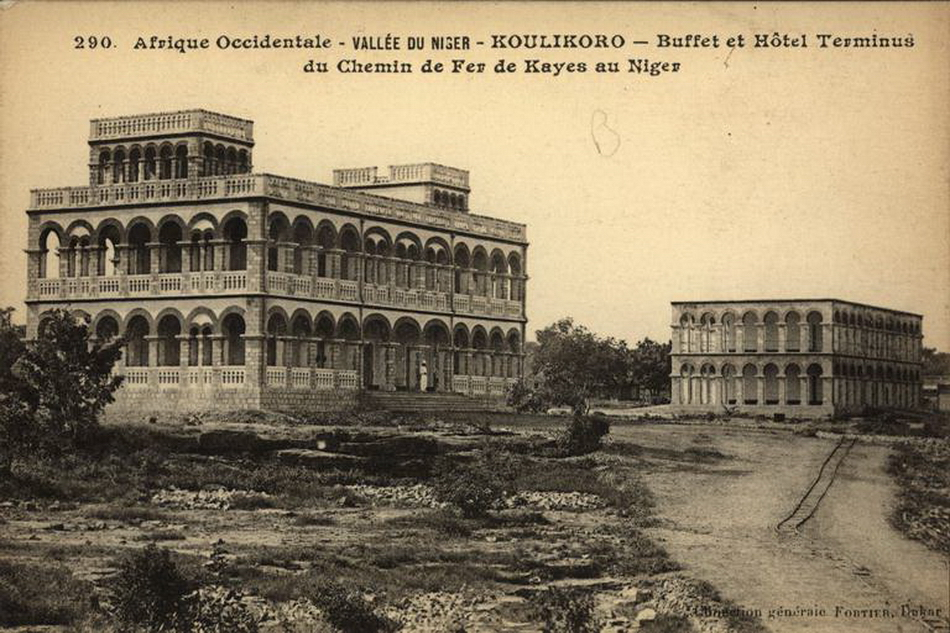
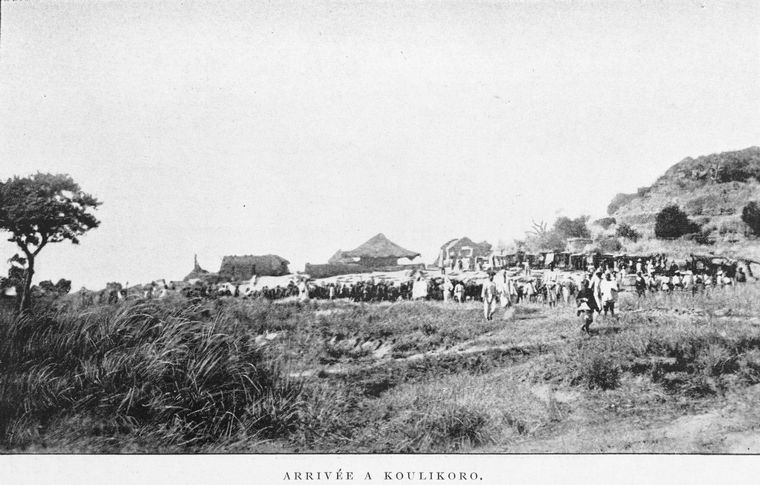